# Angelo Pignoli
Dom Angelo Pignoli (Cappella de' Picenardi, 4 de dezembro de 1946) é um bispo católico ítalo-brasileiro, atual bispo emérito de Quixadá.

## Biografia
Aos 14 anos emigrou com seus pais e irmãos para o Brasil. Fez os estudos do Ensino Fundamental na Itália e o Ensino Médio e Filosofia no Seminário Arquidiocesano Maria Imaculada em Brodowski, Arquidiocese de Ribeirão Preto, e o curso de Serviço Social na Faculdade Unaerp em Ribeirão Preto. Realizou os estudos de Teologia na Pontifícia Universidade Gregoriana, em Roma.
Foi ordenado sacerdote as 19 de março de 1976 e incardinado na Diocese de Franca, São Paulo, e terceiro bispo diocesano de Quixadá (Ceará) no dia 11 de março de 2007.
Seu irmão Emilio é bispo emérito da Diocese de Campo Limpo, São Paulo.
Dom Angelo exerceu como sacerdote às seguintes atividades:
Pároco em Orlândia, Diocese de Franca (SP); vigário-geral e pároco da Catedral de Franca, (SP); pároco da Paróquia Menino Jesus, Franca, (SP); pároco em Nuporanga, Diocese de Franca, (SP); coordenador da Pastoral Vocacional; vigário episcopal para o Caminho Neocatecumenal; reitor do Seminário Nossa Senhora do Patrocínio, Diocese de Franca, (SP); coordenador diocesano de Pastoral; pároco da Paróquia de Santana, Diocese de Franca, (SP) e ecônomo da diocese.
Foi ordenado bispo aos 11 de março de 2007. A solenidade realizou-se na cidade e Diocese de Franca . A Sagrada Ordem do Episcopado foi conferida ao ordenado pelas mãos de dom Lorenzo Baldisseri, núncio apostólico no Brasil; foram co-consagrantes os bispos dom Emílio Pignoli (seu irmão) e dom Diógenes Silva Matthes, bispo emérito de Franca. Além destes estavam presentes outros onze bispos, entre os quais Dom Adélio Tomasin, bispo emérito de Quixadá.
Como lema para seu episcopado, escolheu uma frase do Evangelho de João, capítulo 8, versículo 32: “Veritas liberabit vos”, que significa: “e a verdade vos libertará”. Tal lema representa para Dom Ângelo a importância de reconhecer em Cristo a Verdade que ilumina e liberta a todos quantos Dele se aproximam como o coração aberto à Sua Palavra
Dom Angelo Pignoli foi co-ordenante principal na ordenação episcopal de dom Evaldo Carvalho dos Santos, C.M. bispo da Diocese de Viana no Maranhão.
Apresentou sua renuncia ao governo pastoral, aceito pelo Papa Francisco em 15 de dezembro de 2021.

## Brasão
O brasão segue os ditames da heráldica. Com simplicidade e síntese usa a linguagem econômica do símbolo, isto é, expressa o máximo com o mínimo - o menos vale mais.
Com referência à nacionalidade italiana do bispo, predominam as cores da sua bandeira: o verde do chapéu, o campo branco, o lugar da Diocese, lugar nde se inscreve a Missão e o vermelho, sinal do Mistério Cristão, da Salvação pelo Sacrifício da Cruz, do Anúncio.
O chapéu com doze pingentes indica-nos a linhagem apostólica do episcopado e o báculo a missão de pastor, de guardião do rebanho, da Igreja Local.
A cruz vermelha é sinal do Mistério Cristão da Encarnação - Redenção de Nosso Senhor Jesus Cristo, centro da vida da Igreja.
Uma lâmpada acesa no meio da cruz corresponde ao Espírito Vivo da Verdade, o Cristo Ressuscitado que nos diz: "Eu sou o caminho a Verdade e a Vida" (Jo. 14,6) e "Eu sou a luz do mundo" (Jo. 8,12).
Dois pombinhos fazem referência à oferta dos cônjuges, Maria e José, quando da apresentação do Menino Jesus no Templo. Assim, correspondem, também, à oferta dos pobres, daqueles que vivem da Providência Divina e celebram a Eucaristia como Memorial e Ação de Graças.
Toda essa simbologia é clara alusão a São José, patrono do Ceará e da Diocese de Quixadá e a Sagrada Família, padroeira da Catedral de Quixadá.
A Palavra de Deus se explicita totalmente no lema: "Veritas liberabit vos" "A verdade vos libertará" (Jo. 8,32) marcando o sentido desses episcopado: uma missão a serviço da verdade, do Senhor Jesus.

## Lema
O Lema Episcopal que escolhi é tirado do Evangelho de S. João, capítulo 8, versículo 32b, que sempre marcou minha vida. O contexto é de discussão entre Jesus e os Judeus que, por estarem fechados nas práticas legais do Antigo Testamento e costumes meramente humanos têm muita dificuldade em aceitar a novidade absoluta que Deus enviou em seu Filho Jesus na plenitude dos tempos. A tentativa de manipular a Deus para não converter-se, sempre existiu. O convite insistente de Jesus é de abrir-se à Verdade de Deus, a Verdade que vem do Alto, como Ele veio do Alto. A verdade vem de Deus e a Verdade é Deus. Sem Deus e o seu Cristo o homem se perde, caminha nas trevas e continuará escravo de si mesmo, dos outros e das coisas materiais. Sem a Verdade suprema e eterna, o homem não perceberá o infinito amor de Deus que se manifesta todos os dias na sabedoria da cruz. Conhecer a Verdade é conhecer a Cristo. Amar a Verdade é amar a Cristo. Possuir a Verdade é possuir Cristo. A Verdade revelada e consignada na Escritura Sagrada sempre teve e sempre terá dificuldade de ser entendida e acolhida no mundo porque incomoda e não permite que o homem prossiga a bel prazer o seu caminho. É destinada sobretudo aos pobres e pequeninos. Eu te louvo ó Pai, Senhor do céu e da Terra, porque ocultaste essas coisas aos sábios e entendidos, e as revelaste aos pequeninos. Sim, ó Pai porque assim foi do teu agrado. (Lc. 10,21). Cristo é Caminho, Verdade e Vida. A Ele foi entregue todo o poder, ao morrer por nossos pecados e ao ressuscitar dentre os mortos. Todo o mal que nos impede de entregar por amor a nossa vida, pode ser vencido Nele. Ninguém tem maior amor do que aquele que dá a vida por seus amigos. (Jo. 15,13). Portanto, a verdade conduz à liberdade de entregar todo o nosso ser na vivência de um amor ilimitado, concreto e sem fronteiras. Conduz à experiência profunda da fé, que é estar alicerçado na Rocha. A verdade do Pai, Cristo Jesus, entregou e entrega ainda hoje um mandato: anunciar a Boa Nova, a verdade que liberta de toda escravidão. Esta foi a missão da Igreja ao longo dos séculos, é a missão da Igreja hoje quando se propõe uma Nova Evangelização. Em Cristo é possível um homem novo e um mundo novo, verdadeiro e liberto do mal.
Citação de Angelo Pignoli na celebração de sua consagração episcopal.